# Kožlí (okres Písek)
Kožlí je obec v okrese Písek v Jihočeském kraji. Žije v ní 52 obyvatel.

## Historie
Území obce bylo osídleno Slovany již v 8. století našeho letopočtu. První písemná zmínka o vesnici pochází z roku 1396. V roce 1954, po napuštění orlické přehrady, zanikla osada Velký Vír, kterou připomíná název kempu na levém břehu Vltavy.

## Obyvatelstvo
| Rok            | 1869 | 1880 | 1890 | 1900 | 1910 | 1921 | 1930 | 1950 | 1961 | 1970 | 1980 | 1991 | 2001 | 2011 | 2021 |
| -------------- | ---- | ---- | ---- | ---- | ---- | ---- | ---- | ---- | ---- | ---- | ---- | ---- | ---- | ---- | ---- |
| Počet obyvatel | 297  | 332  | 265  | 236  | 200  | 214  | 206  | 116  | 81   | 74   | 61   | 41   | 53   | 52   | 47   |
| Počet domů     | 41   | 41   | 42   | 42   | 41   | 43   | 44   | 45   | 25   | 22   | 20   | 25   | 25   | 27   | 27   |

## Obecní správa
Mezi lety 1850–1964 bylo Kožlí obcí v okrese Písek. Od 14. června 1964 do 31. prosince 1991 patřilo jako část obce k Orlíku nad Vltavou a od 1. ledna 1992 je opět samostatnou obcí. V letech 1850–1930 k obci patřily Pukňov, Šerkov a Vystrkov.

## Hospodářství
- Autokemp Velký Vír[9]
- V obci je pivovar s názvem „Orlík“.[10]

## Pamětihodnosti
Území obce je v památkové zóně „Orlicko“. Do území obce zasahuje areál zámku Orlík. Do území obce zasahuje „Ochranné pásmo státního zámku Orlík“.

### Pamětihodnosti v obci
- Návesní kaple je z roku 1933 podle datace nad vchodem.[13] Na její přední stěně je umístěna deska na počest padlým občanům v druhé světové válce.
- Litinový kříž na kraji obce pochází z roku 1862.

## Galerie

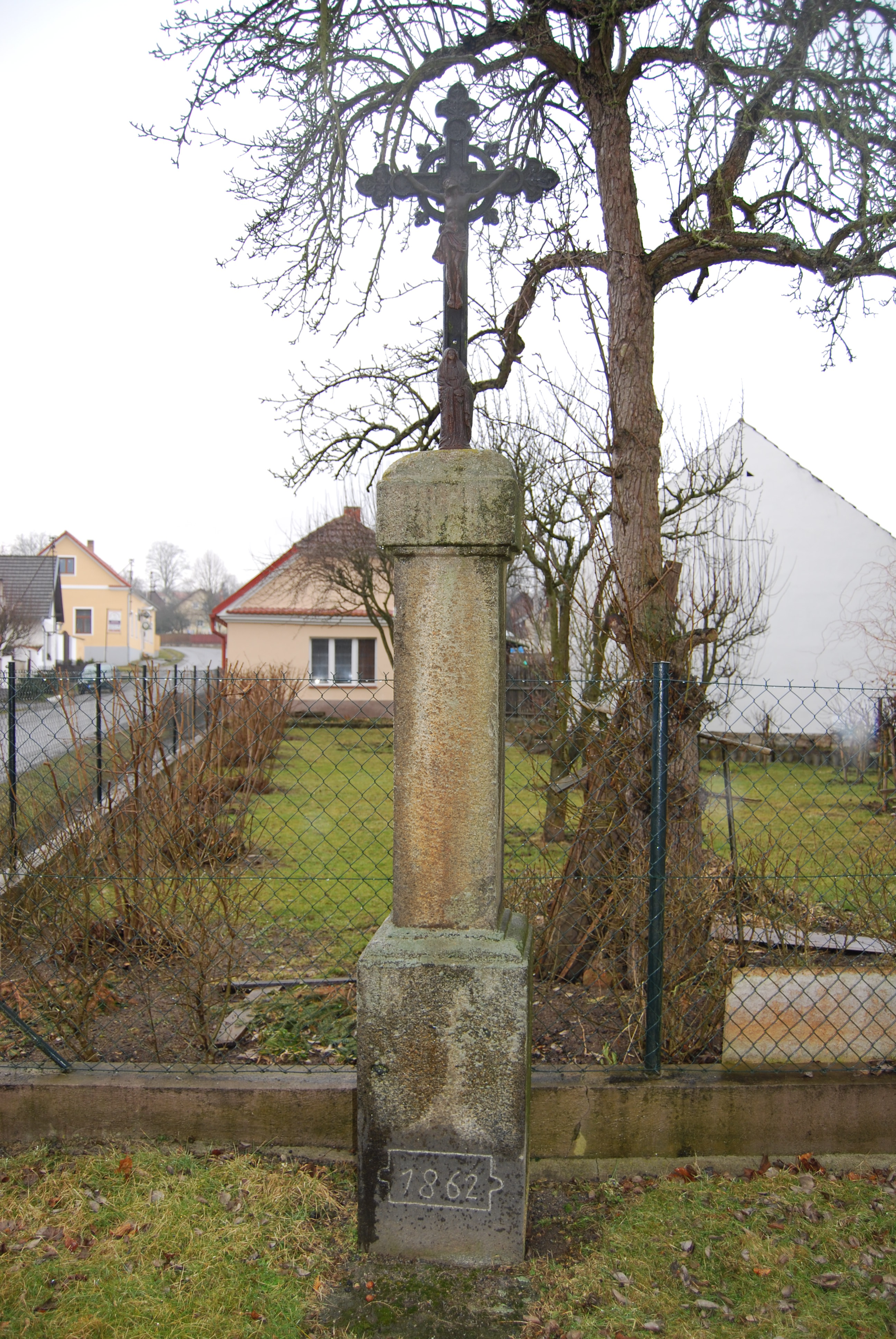
Kříž na okraji obce
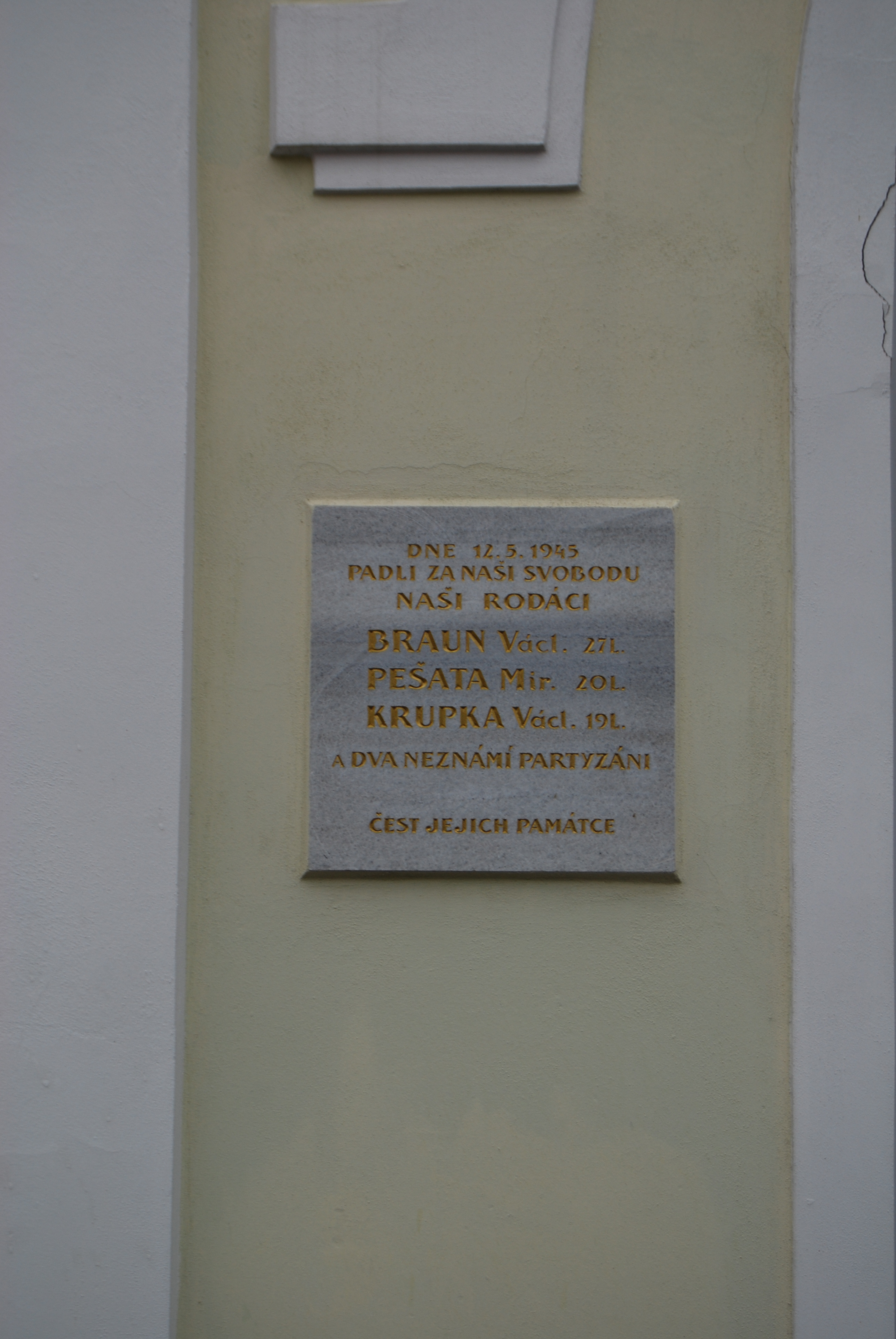
Pamětní deska na návesní kapli